# Duvivieria africana
Duvivieria africana es una especie de insecto coleóptero de la familia Chrysomelidae.
Fue descrita científicamente en 1892 por Duvivier.